# 20 Pułk Armat Polowych (austro-węgierski)
20 Pułk Armat Polowych Austro-Węgier – samodzielna jednostka cesarsko-królewskiej artylerii Armii Austro-Węgier.
Nazwa niemiecka: Feldkanonenregiment 20. Utworzony w 1885.

## Skład
- Dowództwo
- 4 x bateria po 6 armat 8 cm FK M.5.
- bateria rezerwowa.
- narodowości: Austriacy 40%, Węgrzy 32%, inni 28%[3].

## Dowódca 1914
Oberstletnant Karl Hroch.

## Dyslokacja 1914
Garnizon Timișoara.

## Podporządkowanie w 1914
VII Korpus, 7 Brygada Artylerii Polowej.